# Бисинарит Сараскет
Бисинарит Сараскет (фр. Bussunarits-Sarrasquette) насеље је и општина у југозападној Француској у региону Аквитанија, у департману Атлантски Пиринеји која припада префектури Бајон.
По подацима из 2011. године у општини је живело 170 становника, а густина насељености је износила 14,12 становника/km². Општина се простире на површини од 12 km². Налази се на средњој надморској висини од 288 метара (максималној 782 m, а минималној 195 m).

## Демографија
| 1962. | 1968. | 1975. | 1982. | 1990. | 1999. | 2011. |
| ----- | ----- | ----- | ----- | ----- | ----- | ----- |
| 237   | 209   | 205   | 189   | 182   | 179   | 170   |

График промене броја становника у току последњих година